# Paul Goodman (jugador de hockey)
Paul Goodman (8 de noviembre de 1908 - 1 de octubre de 1959) fue un portero profesional canadiense de hockey sobre hielo que jugó tres temporadas para los Chicago Black Hawks de la Liga Nacional de Hockey (NHL). Ganó la Copa Stanley en 1938 con los Chicago Black Hawks.